# Saint-Martial-Viveyrol
Saint-Martial-Viveyrol är en kommun i departementet Dordogne i regionen Nouvelle-Aquitaine i sydvästra Frankrike. Kommunen ligger i kantonen Verteillac som tillhör arrondissementet Périgueux. År 2022 hade Saint-Martial-Viveyrol 184 invånare.

## Befolkningsutveckling
Antalet invånare i kommunen Saint-Martial-Viveyrol
Referens:INSEE